# Substance grise périaqueducale

Coupe du colliculus supérieur montrant la voie du nerf oculomoteur. La substance grise périaqueducale est la zone grise à la périphérie de l'aqueduc cérébral.

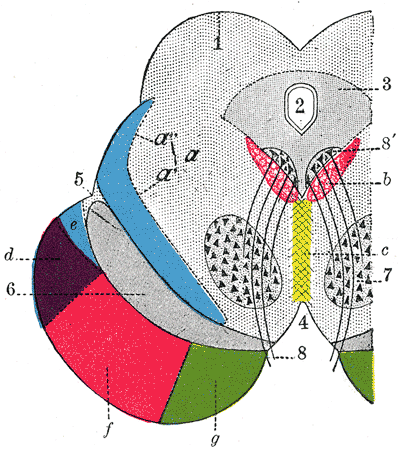
Section transversale à travers le mésencéphale. 1 Citerne quadrigéminale ; 2 Aqueduc du mésencéphale ; 3 Substance grise périaqueducale ; 4 Citerne interpédonculaire ; 5 Sillon latéral ; 6 Substantia nigra ; 7 Noyau rouge du tegmentum ; 8 Nerf oculomoteur, avec 8’, son noyau d'origine
a Lemnisque (en bleu) avec a’ le lemnisque médian et a" le lemnisque latéral ;
b Fasciculus longitudinal médial ;
c Raphé ;
d Fibres temporopontiques ;
e Partie du lemnisque médian, Qui se dirige vers le noyau lenticulaire et l'insula ;
f Fibres cérébrospinales ;
g Fibres fronto-pontiques.

La substance grise périaqueducale (PAG) désigne un ensemble de neurones formant une masse de substance grise localisée autour de l'aqueduc cérébral au sein du tegmentum du mésencéphale. Elle joue un rôle important dans la douleur et les comportements de défense.

## Images additionnelles

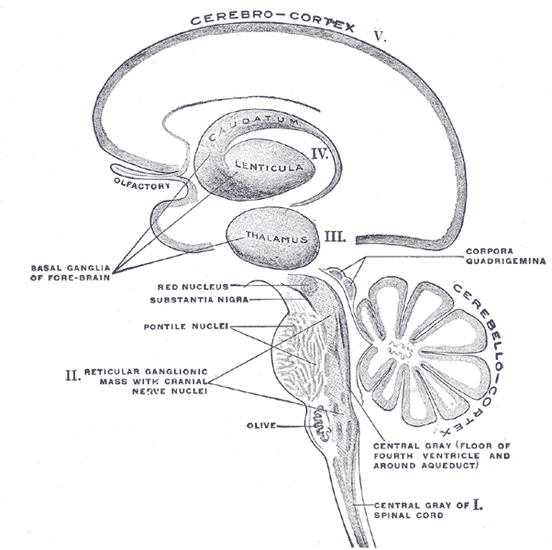
Représentation schématique des principales catégories ganglionnaires (I à V).
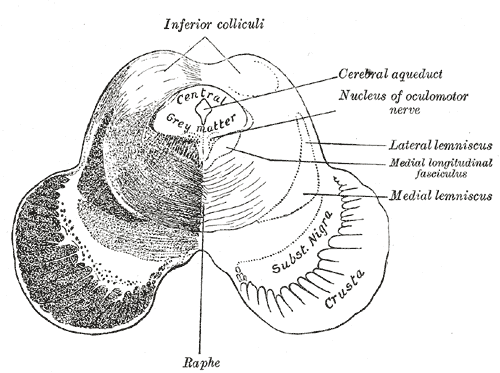
Coupe transversale du mésencéphale au niveau des colliculi inférieurs.
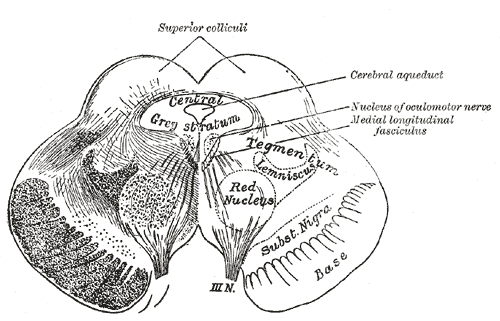
Coupe transversale du mésencéphale au niveau des colliculi supérieurs.